# Limnocharidae
Limnocharidae (лат.) — семейство тромбидиформных водяных клещей из надсемейства Eylaoidea (Parasitengona, Prostigmata). Известно около 40 видов.

## Описание
Микроскопического размера уплощённые красноватые клещи (1—2 мм). Отличаются удлинённой фронтальной пластинкой, на которой нет гландуляриев. Коксы Cx-III и Cx-IV широко сросшиеся; тело удлиненное. Продорсальная пластина значительно длиннее ширины; генитальные ацетабулы разбросаны по вентральной поверхности. Гнатосома имаго с нехелатными пальпами; голени длиннее genua. Хелицеры 2-сегментные.
Подсемейство Limnocharinae включает роды Limnochares и Neolimnochares, виды которых обитают в ручьях, прудах и озерах в различных частях света, включая умеренные районы Евразии и Северной Америки, Африки и Австралии, причем один вид последнего рода был обнаружен на Кубе. Взрослые Limnochares питаются личинками комаров Chironomidae, а личинки паразитируют на обитающих на поверхности водных клопах Hemiptera, особенно Gerridae, и различных стрекоз Odonata. Личиночный паразитизм L. aquatica (Linnaeus) оказывает значительное влияние на выживание молодых водяных бегунов-водомерок рода Gerris, снижая рекрутирование и увеличивая вариации возрастной структуры в популяциях видов-хозяев. Подсемейство Rhyncholimnocharinae включает несколько видов Rhyncholimnochares, обитающих в ручьях Южной Америки и восточной части Северной Америки, и Austrolimnochares womersleyi (Lundblad) из ручьев Австралии. Личинки Rhyncholimnochares kittitanniana Habeeb необычны среди эйлаоидных клещей тем, что являются полностью водными паразитами жуков-речников (Elmidae).
Космополитическое семейство водяных клещей, обитающих в реках и озерах, где взрослые особи питаются водными насекомыми. Личинки Limnocharidae — паразиты, нападающие на водных насекомых, включая клопов Hemiptera и стрекоз Odonata.

## Систематика
Включает около 40 видов.
Семейство было впервые выделено в 1859 году A.E.Grube.
- Armaveliacola Gerecke, Wohltmann, Smith & Judson, 2020[10]
  - Armaveliacola rhagoveliae Gerecke et al., 2020 (Мадагаскар)
  - Armaveliacola major Gerecke et al., 2020 (Мадагаскар)
  - Armaveliacola minor Gerecke et al., 2020 (Камерун, Кения)
- Austrolimnochares Harvey, 1998[11]
  - Austrolimnochares womersleyi (Lundblad, 1952) (=Paralimnochares womersleyi Lundblad, O. 1952)[12]
- Archaeveliacola Gerecke, Wohltmann, Smith & Judson, 2020[10]
  - Archaeveliacola papuanus Gerecke et al., 2020 (Индонезия)
  - Archaeveliacola smiti Gerecke et al., 2020 (Австралия)
- Isoveliacola Gerecke, Wohltmann, Smith & Judson, 2020[10]
  - Isoveliacola costaricensis Gerecke et al., 2020 (Коста-Рика)
  - Isoveliacola borneoensis Gerecke et al., 2020 (Индонезия)
- Laterolimnochares Jin, 1999[13]
  - Laterolimnochares huangshanensis Jin, 1999
- Limnochares Latreille, 1796 (Limnocharinae)[14]
  - Limnochares americana Lundblad, 1941
  - Limnochares aquatica (Linnaeus, 1758)
  - Limnochares australica Lundblad, 1941[15][16]
  - Limnochares azubi Gerecke, 2005
  - Limnochares connexa Tuzovskij & Gerecke, 2009[9][17]
  - Limnochares crinita Koenike, 1898
  - Limnochares danielei Gerecke & Smit
  - Limnochares hyaliniseta (Lundblad, 1969) (Мьянма)
  - Limnochares longimaxillaris (Lundblad, 1969) (Мьянма)
  - Limnochares spinosa
  - другие виды
- Neolimnochares Lundblad, 1937[18][19] (=Paracyclothrix Lundblad, 1967) (Neolimnocharinae[10])
  - Neolimnochares hyaliniseta (Lundblad, 1969)
  - Neolimnochares kakadu Harvey, 1990[20]
- Parawandesia E. Angelier, 1951 (Stygolimnocharinae)
  - Parawandesia chappuisi E. Angelier, 1951[21]
- Pentachares Li & Guo, 2022
  - Pentachares sinensis Li & Guo, 2022[22]
- Rhyncholimnochares Lundblad, 1936[23] (=Paralimnochares Lundblad, 1937; =Rhycholimnochares)
  - Rhyncholimnochares andina Lundblad, 1953 (Колумбия)
  - Rhyncholimnochares chilensis Tuzovskij & Gerecke, 2020 (Чили; подрод Paralimnochares)[23]
  - Rhyncholimnochares cooki Tuzovskij & Gerecke, 2020 (Коста-Рика)
  - Rhyncholimnochares cristinae Valdecasas & García-Jimenez, 2021[24]
  - Rhyncholimnochares dispersiai Ferradás, 1975 (Аргентина)
  - Rhyncholimnochares expansipalpis Tuzovskij & Gerecke, 2020 (Эквадор)
  - Rhyncholimnochares expansiseta Cook, 1980 (Аргентина)
  - Rhyncholimnochares glabra Tuzovskij & Gerecke, 2020 (Бразилия, Чили, Эквадор)[23]
  - Rhyncholimnochares globirostris Cook, 1980 (Мексика)
  - Rhyncholimnochares jicotea Tuzovskij & Gerecke, 2020 (Коста-Рика)
  - Rhyncholimnochares kittatinniana Habeeb, 1954 (США)[25][26]
  - Rhyncholimnochares longipalpis Lundblad, 1953 (Колумбия)
  - Rhyncholimnochares longiscuta Lundblad, 1941 (Бразилия)
  - Rhyncholimnochares lundbladi Tuzovskij & Gerecke, 2020 (Коста-Рика)[23]
  - Rhyncholimnochares mexicana Cook, 1980 (Мексика)
  - Rhyncholimnochares minuta Tuzovskij & Gerecke, 2020 (Коста-Рика)
  - Rhyncholimnochares monikae Tuzovskij & Gerecke, 2020 (Коста-Рика)
  - Rhyncholimnochares munozi Valdecasas & García-Jimenez, 2021[24]
  - Rhyncholimnochares petaliseta Tuzovskij & Gerecke, 2020 (Эквадор)
  - Rhyncholimnochares sursumhians Lundblad, 1937 (Бразилия)
  - Rhyncholimnochares tapiarum Tuzovskij & Gerecke, 2020 (Эквадор)
  - Rhyncholimnochares ursula Tuzovskij & Gerecke, 2020 (Коста-Рика)[23]
- Veliacola Gerecke, Wohltmann, Smith & Judson, 2020[10]
  - Veliacola mirificus Gerecke et al., 2020 (Мадагаскар)

## Распространение
Встречаются повсеместно. Евразия, Северная и Южная Америка, Африка, Мадагаскар и Австралия.